# نووویوانوکا (گدابیگ)
نووویوانوکا (به لاتین: Novoivaovka) یک منطقه مسکونی در جمهوری آذربایجان است که در شهرستان گدابیگ واقع شده‌است. نووویوانوکا ۱۷۸۸ نفر جمعیت دارد.

## منابع

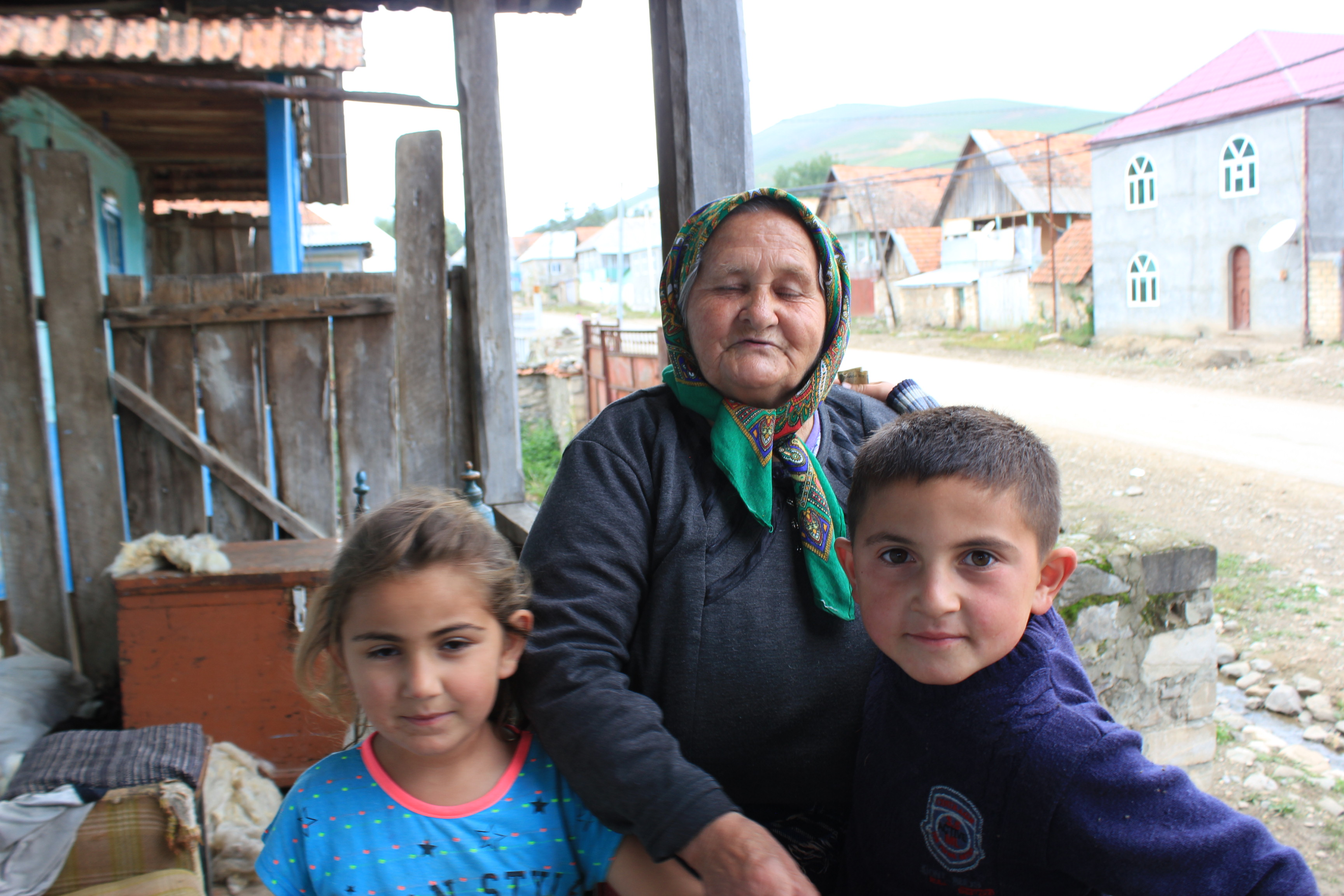
مردم نوووایوانوفکا

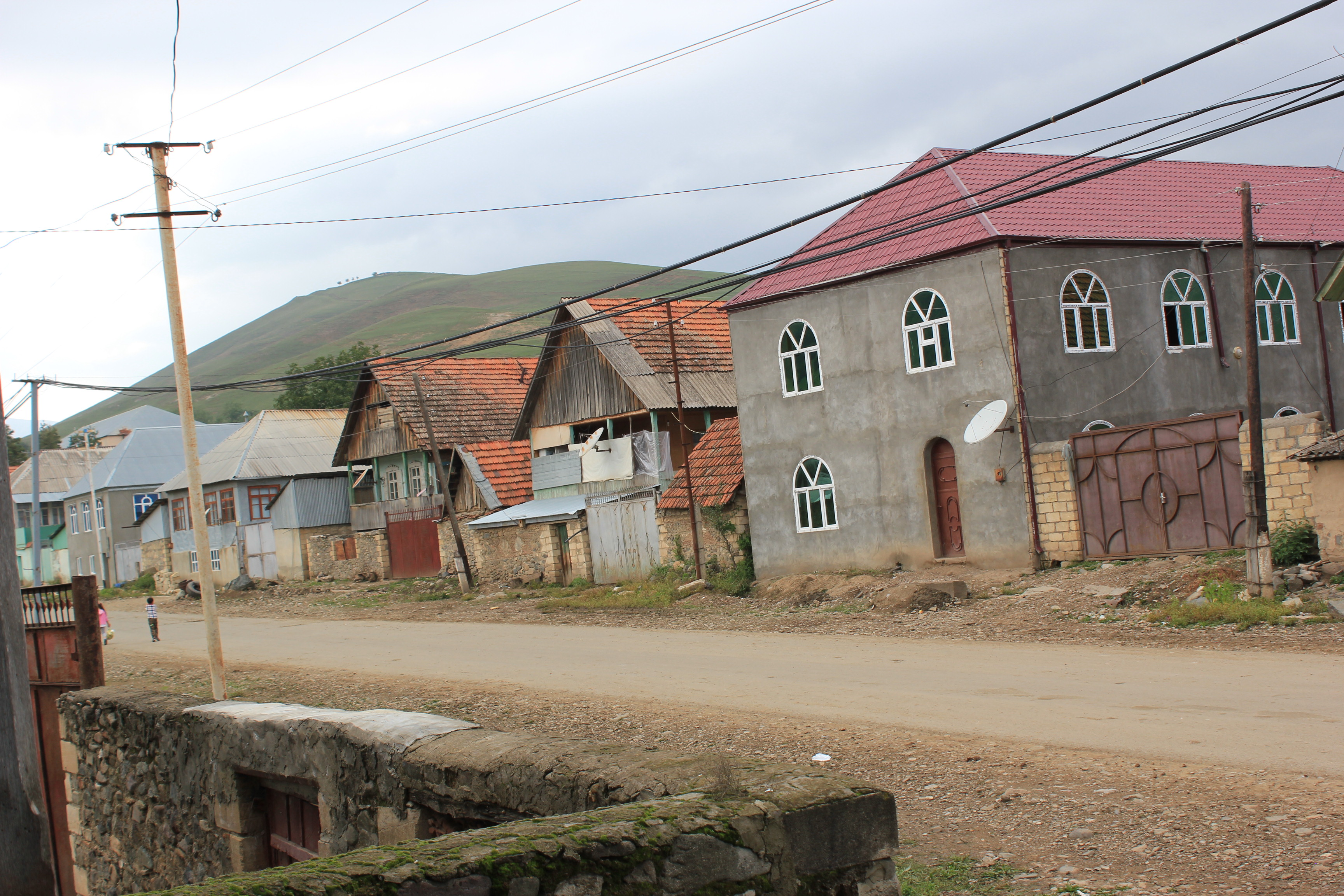
روستای نوووایوانوفکا در جمهوری آذربایجان